# Julia Mazda
 (novembre 2020).
Si vous disposez d'ouvrages ou d'articles de référence ou si vous connaissez des sites web de qualité traitant du thème abordé ici, merci de compléter l'article en donnant les références utiles à sa vérifiabilité et en les liant à la section « Notes et références ».
Julia Mazda (松田樹利亜, Matsuda Juria, née le 7 février 1975) est une chanteuse pop-rock japonaise. Elle débute à 15 ans en 1990 en tant qu'idole sous le nom Juri Toyoda (豊田 樹里) avec le groupe de J-pop féminin BABY'S. Le trio se sépare en 1992, et elle change de nom pour entamer une fructueuse carrière en solo l'année suivante, dans un style plus rock. Elle a notamment interprété Starting UP, thème d'ouverture de la deuxième série de l'anime You're Under Arrest en 2001. Probablement à la suite de changements de labels, ses disques de 2003 sont exceptionnellement sortis sous son nom en kanji : 松田樹利亜, au lieu de son habituelle transcription romaji : Julia Mazda.

## Discographie

### Albums
- Julia I (1994.2.23)
- Julia II (1995.3.25)
- Julia III (1996.4.25)
- Steel & Silk (1998.12.2)
- Dive (2001.11.21)
- Vibrate (2002.11.27)
- Liberal Minds (2003.6.20)
- 10⁷〜ジュール〜 (2003.12.3) (en tant que "松田樹利亜")
- Be Rock (2004.7.7) (mini-album)
- Sweet Force (2004.9.1) (mini-album)
- Another I (2005.11.9)
- Real Glitter (2005.11.30)
- Re：(2007.2.7)
- xxx in VOGUE (2007.12.19)
- BLOW-UP (2008.9.24)
- Fifteen Carat (2008.12.17) (mini-album)
- Gold (2009.10.21)
- 10 VISIONS (2010.12.8)
- ACTIVITY (2011.8.31)
- Hito Hana (一華) (2012.1.25)

### Compilations
- 1494 〜Julia's Best Selection〜 (1997.9.27)
- Singles (1999.11.20)
- Gate J Vol.1〜20th Century J's Best〜 (2005.2.23)
- Gate J Vol.2〜21st Century J's Best〜 (2005.2.23)
- LIVE GOLD 2009 (2010.3.24) (live)
- GOLDEN☆BEST 松田樹利亜 -EARLY YEARS- (2011.5.11)

### Singles
- 抱きしめても止まらない (1993.8.25)
- だまってないで (1993.11.24)
- FOREVER DREAM (1993.12.21)
- Rain (1994.4.27)。
- 負けないBroken Heart (1994.10.25)
- 本) 快晴 (1995.2.25)
- Fly So High (1995.5.25)
- I WANT YOU (1995.11.13)
- この世界のどこかで (1996.2.25)
- ちゃっかり (1996.5.25)
- NAKED LOVE AGAIN (1997.8.20)
- Ambitious (1997.12.10)
- 永遠という瞬間の中で (1998.6.6)
- LOVE IS A MERRY GO-ROUND (1998.11.11)
- Starting UP (2001.4.21)
- SPIRIT (2002.6.26)
- 欠落 (2002.10.23)
- 僕のカケラ (2003.10.1) (en tant que "松田樹利亜")
- TILL THE END OF RUN (2006.12.13)

### DVD
- star of my color (2008/10/22)